# 諸神之城：伊嵐翠
諸神之城：伊嵐翠（英語：Elantris）是本單本完結的奇幻小說，作者為美國奇幻小說作家布蘭登·山德森。本書也是該作者第一本得以出版的作品。
布蘭登·山德森在受訪時曾經提及他有打算寫該書的續集，出書時間則是未知數。 

## 劇情大綱
本書採多主角制寫作，劇情也依三位主人翁分為三條線。
- 瑞歐汀：亞瑞倫的王子瑞歐汀被霞德秘法選中而轉化為伊嵐翠人，也因此被流放到成為禁地的伊嵐翠城。他必須在派系割據的伊嵐翠城中找到立足之處並帶領他們自困境中求生，並試圖找出伊嵐翠人從受祝福的高等人種變成受到折磨的半死不活的存在的原因。
- 紗芮奈：泰歐德公主莎芮奈因政治婚姻嫁到亞瑞倫，卻被告知其丈夫瑞歐汀因病死亡。雖然兩國的合約不會因為其中一方的死亡而破壞，她也保有王子妃的身分，但好勝且堅強的她卻選擇協助亞瑞倫抵抗神權國家菲悠丹的侵略。
- 拉森：菲悠丹國教舒‧德瑞熙的樞機主教（Derethi gyorn）。他接受菲悠丹皇帝暨宗教領袖沃恩的命令，試圖令亞瑞倫自舒‧科拉熙改宗舒‧德瑞熙，以避免菲悠丹帝國改採軍事侵略的方式造成流血事件。

## 專有名詞介紹
伊嵐翠
曾經的世界中心，其居民是群擁有特殊美貌及金屬色肌膚，並且能夠行使源自符文的特殊能力的一群人。亞瑞倫人及有其血統的人受到霞德密法的隨機選出並轉化後便會成為伊嵐翠人。但在一次不明大災變後他們卻變成人見人怕的怪物，原先的特殊能力消失，頭髮掉光皮膚變成病態的白底黑斑，承受著永久的飢餓及無法痊癒的痛苦。
亞瑞倫
原本是附屬於伊嵐翠的四大城之一，在伊嵐翠衰亡後經歷政治動盪由原先的商人階級建立了新的王國。當地採以金錢作為個人價值的貴族制度，有錢人就能獲得爵位，但破產者就被剝奪原先的爵位。由於當地人的血統，因此隨時都有人被霞德密法選中而成為伊嵐翠人，在災變後所有的伊嵐翠人都被放逐並封鎖在伊嵐翠城中。該國與隔海的另一個王國泰歐德有血緣關係，且都信仰舒‧科拉熙教。
泰歐德
一個藉由強大艦隊建立的海權國家，也是舒‧科拉熙教的中心。
菲悠丹
一個神權體制的強大帝國，在故事開始就已經幾乎統治了全大陸，由舒‧德瑞熙教的政教合一的領袖沃恩治理。
舒‧科拉熙
強調愛的一致的宗教，與德瑞熙有著相同的根源。教會中心在泰歐德，由辛那蘭教長領導。
舒‧德瑞熙
強調一致服從的政教合一宗教體制，有著以各個修道院組成的特殊武力。由頭銜為沃恩的政教合一領袖治理。
狄斯科教
以充滿萬物的能量——鐸為中心的哲學構成的宗教，主要的信仰者為杜拉德人。
狄斯科密教
與狄斯科教有極大差別的分支，混合了許多宗教的教義，並以會在月圓時進行活人獻祭的行為而獲得惡名。
侍靈
由災罰前依嵐翠人創造的生物,似乎以服侍人們作為使命